# Parque nacional de Kakum
Parque Nacional de Kakum (en inglés: Kakum National Park), es un parque nacional ubicado en el país africano de Ghana. Establecido en 1931 como una reserva, fue declarado parque nacional en 1992, después de que se llevara a cabo una investigación inicial de la avifauna.Se encuentra a 30 kilómetros al norte de Cape Coast y Elmina cerca de la pequeña ciudad de Abrafo. Toda la zona está cubierta de selva tropical.
En el parque los guardabosques están especialmente capacitados en la importancia médica y cultural de la vegetación local. El parque nacional de Kakum contiene animales raros en peligro de extinción  búfalos de bosque, civetas, una gran variedad de aves y más de 500 especies de mariposas.